# Rubus chingii
Rubus chingii är en rosväxtart som beskrevs av Hu Hsien-Hsu. Rubus chingii ingår i släktet rubusar, och familjen rosväxter. Utöver nominatformen finns också underarten R. c. suavissimus.